# Pandanus albifrons
Pandanus albifrons är en enhjärtbladig växtart som beskrevs av Benjamin Clemens Masterman Stone. Pandanus albifrons ingår i släktet Pandanus och familjen Pandanaceae. Inga underarter finns listade.